# Золотой орёл (кинопремия, 2010)
Национальная премия «Золотой орёл» за 2009 год — кинопремия, присужденная в 2010 году Национальной Академией кинематографических искусств и наук России с целью поддержания отечественного кинематографа, сохранения культурной самобытности и основ национального кинопроизводства, поощрения и пропаганды лучших произведений российского и зарубежного киноискусства.
Торжественная церемония вручения Национальной премии в области кинематографии «Золотой орёл» за 2009 год прошла 29 января 2010 года в Первом павильоне «Мосфильма».
Лауреаты премии «Золотой орёл» за 2010 год были определены накануне проведения торжественной Церемонии прямым тайным голосованием членов и членов-корреспондентов Академии.

## Отбор номинантов
На соискание премии в 20 номинациях рассматривались:
- Отечественные кинофильмы [комм 1], впервые показанные в России в период с 1 ноября 2008 года по 31 октября 2009 года.
- Отечественные сериалы и телефильмы, первый показ которых был завершен в период с 1 сентября 2008 года по 31 августа 2009 года.
- Зарубежные кинофильмы, выпущенные в прокат на территории Российской Федерации в период с 1 ноября 2008 года по 31 октября 2009 года.

Для отбора номинантов был сформирован экспертный совет под председательством киноведа Кирилла Разлогова, которые в срок до 6 ноября 2009 года рассмотрели 114 игровых фильмов, а также неигровые фильмы, сериалы и телесериалы, и предоставили рекомендательные списки. По данным спискам путём тайного голосования членами Академии был проведен отбор номинантов. Пять фильмов были выбраны в номинации «Лучший фильм» и по три номинанта в во всех остальных номинациях.
Накануне торжественной церемонии был проведен второй этап тайного голосования для определения победителя в каждой из номинаций. Также, по решению Президиума Академии, вручена специальная премия «За выдающейся вклад в мировой кинематограф».

## Экспертный совет
В состав экспертный совет, сформированного для создания рекомендательных списков, входили:
- председатель Кирилл Разлогов — киновед
- Одельша Агишев — драматург
- Владилен Арсеньев — продюсер
- Эдуард Володарский — драматург
- Андрей Золотов — драматург, критик
- Казарян Роланд — звукорежиссёр
- Людмила Кусакова — художник
- Сергей Лаврентьев — киновед
- Сергей Лазарук — продюсер, киновед
- Александр Литвинов — продюсер
- Андрей Малюков — режиссёр
- Анатолий Прохоров — продюсер
- Лев Рошаль — кинодраматург, киновед
- Елена Русинова — звукорежиссёр
- Андрей Самсонов — представитель Департамента кинематографии Министерства культуры РФ
- Мария Соловьёва — оператор
- Вадим Юсов — оператор

## Список номинантов и лауреатов
★ Победители выделены отдельным цветом. 
| Номинация                                                   | Лауреаты и номинанты | Лауреаты и номинанты | Лауреаты и номинанты |
| ----------------------------------------------------------- | --- | --- | -------------------- |
| Лучший игровой фильм                                        | ★ «Стиляги» продюсеры: Леонид Лебедев, Валерий Тодоровский, Вадим Горяинов, Леонид Ярмольник; режиссёр: Валерий Тодоровский                                                              | ★ «Стиляги» продюсеры: Леонид Лебедев, Валерий Тодоровский, Вадим Горяинов, Леонид Ярмольник; режиссёр: Валерий Тодоровский                                            |                      |
| Лучший игровой фильм                                        | • «Анна Каренина» продюсеры: Сергей Соловьев, Олег Урушев, Константин Эрнст; режиссёр: Сергей Соловьёв                                                                                   | |                      |
| Лучший игровой фильм                                        | • «Палата № 6» продюсер: Карен Шахназаров; режиссёр: Карен Шахназаров | |                      |
| Лучший игровой фильм                                        | • «Петя по дороге в Царствие Небесное» продюсер: Фёдор Попов; режиссёр: Николай Досталь                                                                                                  | |                      |
| Лучший игровой фильм                                        | • «Царь» продюсеры: Павел Лунгин, Василий Бернхардт, Ольга Васильева; режиссёр: Павел Лунгин                                                                                             | |                      |
| Лучший телефильм или мини-сериал (до 10 серий включительно) | ★ «Без вины виноватые» (2 серии) показ на канале «Россия 1» продюсеры: Максим Панфилов, Антон Златопольский; режиссёр: Глеб Панфилов                                                     | ★ «Без вины виноватые» (2 серии) показ на канале «Россия 1» продюсеры: Максим Панфилов, Антон Златопольский; режиссёр: Глеб Панфилов                                   |                      |
| Лучший телефильм или мини-сериал (до 10 серий включительно) | • «Братья Карамазовы» (8 серий) показ на Первом канале продюсеры: Сергей Даниелян, Рубен Дишдишян, Арам Мовсесян, Юрий Мороз; режиссёр: Юрий Мороз                                       | |                      |
| Лучший телефильм или мини-сериал (до 10 серий включительно) | • «Галина» (8 серий) показ на Первом канале продюсеры: Виктор Николаев, Алексей Пиманов, Юрий Глоцер; режиссёр: Виталий Павлов                                                           | |                      |
| Лучший телевизионный сериал (более 10 серий)                | ★ «'Тяжёлый песок» (16 серий) показ на Первом канале продюсеры: Дмитрий Барщевский', Эльмира Айнулова, Татьяна Давтян; режиссёры: Антон Барщевский, Дмитрий Барщевский                   | ★ «'Тяжёлый песок» (16 серий) показ на Первом канале продюсеры: Дмитрий Барщевский', Эльмира Айнулова, Татьяна Давтян; режиссёры: Антон Барщевский, Дмитрий Барщевский |                      |
| Лучший телевизионный сериал (более 10 серий)                | • «Глухарь» (48 серий) показ на канале «НТВ» продюсер: Ефим Любинский; режиссёры: Гузэль Киреева, Тимур Алпатов, Вячеслав Каминский                                                      | |                      |
| Лучший телевизионный сериал (более 10 серий)                | • «Папины дочки» (85 серий) показ на канале «СТС» продюсеры: Вячеслав Муругов', Александр Роднянский, Константин Кикичев'; режиссёр: Ирина Васильева, Александр Жигалкин, Карен Захаров… | |                      |
| Лучший неигровой фильм                                      | ★ «Рерберг и Тарковский: Обратная сторона „Сталкера“» режиссёр: Игорь Майборода | ★ «Рерберг и Тарковский: Обратная сторона „Сталкера“» режиссёр: Игорь Майборода                                                                                        |                      |
| Лучший неигровой фильм                                      | • «Этюды о Гоголе» режиссёр: Евгений Потиевский | |                      |
| Лучший неигровой фильм                                      | • «Сумерки богов. Валерий Гергиев» режиссёр: Сергей Мирошниченко | |                      |
| Лучший анимационный фильм                                   | ★ «Правдивая история о трёх поросятах» режиссёры: Константин Бронзит | ★ «Правдивая история о трёх поросятах» режиссёры: Константин Бронзит                                                                                                   |                      |
| Лучший анимационный фильм                                   | • Проект «Смешарики» (сезон 2009 года) режиссёр: Денис Чернов | |                      |
| Лучший анимационный фильм                                   | • «Роберт Шуман. Письма» (проект «Сказки старого пианино», сезон 2009 г.) режиссёры: Елена Петкевич, Ирина Марголина                                                                     | |                      |
| Лучшая режиссёрская работа                                  | | ★ Карен Шахназаров за фильм «Палата № 6» |                      |
| Лучшая режиссёрская работа                                  | • Валерий Тодоровский за фильм «Стиляги» | |                      |
| Лучшая режиссёрская работа                                  | • Николай Досталь за фильм «Петя по дороге в Царствие Небесное» | |                      |
| Лучший сценарий                                             | | ★ Юрий Коротков за фильм «Стиляги» |                      |
| Лучший сценарий                                             | • Юрий Арабов, Андрей Хржановский за фильм «Полторы комнаты, или Сентиментальное путешествие на Родину»                                                                                  | |                      |
| Лучший сценарий                                             | • Алексей Иванов, Павел Лунгин за фильм «Царь» | |                      |
| Лучшая женская роль в кино                                  | | ★ Наталья Негода за роль Екатерины Артёмовны в фильме «Бубен, барабан»                                                                                                 |                      |
| Лучшая женская роль в кино                                  | • Светлана Крючкова за роль бабушки в фильме «Похороните меня за плинтусом» | |                      |
| Лучшая женская роль в кино                                  | • Чулпан Хаматова за роль Любови Трощейкиной в фильме «Событие» | |                      |
| Лучшая женская роль на телевидении                          | | ★ Людмила Нильская за роль Галина Брежневой в телефильме «Галина» |                      |
| Лучшая женская роль на телевидении                          | • Елена Лядова за роль Грушеньки в телесериале «Братья Карамазовы» | |                      |
| Лучшая женская роль на телевидении                          | • Нонна Гришаева за роль мамы в телесериале «Папины дочки» | |                      |
| Лучшая мужская роль в кино                                  | | ★ Богдан Ступка за роль Тараса в фильме «Тарас Бульба» |                      |
| Лучшая мужская роль в кино                                  | • Владимир Ильин за роль Рагина в фильме «Палата № 6» | |                      |
| Лучшая мужская роль в кино                                  | • Сергей Маковецкий за роль отца Александра Ионина в фильме «Поп» | |                      |
| Лучшая мужская роль на телевидении                          | | ★ Александр Голубев за роль Алёши в сериале «Братья Карамазовы» |                      |
| Лучшая мужская роль на телевидении                          | • Максим Аверин за роль капитана Сергея Глухарёва в сериале «Глухарь» | |                      |
| Лучшая мужская роль на телевидении                          | • Сергей Горобченко за роль Мити в сериале «Братья Карамазовы» | |                      |
| Лучшая женская роль второго плана                           | | ★ Нина Усатова за роль матушки Алевтины в фильме «Поп» |                      |
| Лучшая женская роль второго плана                           | • Полина Кутепова за роль Наташи Артемьевой в фильме «Чудо» | |                      |
| Лучшая женская роль второго плана                           | • Анна Михалкова за роль дочери в фильме «Сумасшедшая помощь» | |                      |
| Лучшая мужская роль второго плана                           | | ★ Сергей Гармаш за роль отца Мэлса в фильме «Стиляги» |                      |
| Лучшая мужская роль второго плана                           | • Сергей Маковецкий за роль Кондрашова в фильме «Чудо» | |                      |
| Лучшая мужская роль второго плана                           | • Сергей Юрский за роль отца Бродского в фильме «Полторы комнаты, или Сентиментальное путешествие на Родину»                                                                             | |                      |
| Лучшая операторская работа                                  | ★ Максим Осадчий за фильм «Обитаемый остров» | ★ Максим Осадчий за фильм «Обитаемый остров» |                      |
| Лучшая операторская работа                                  | • Юрий Клименко, Сергей Астахов за фильм «Анна Каренина» | |                      |
| Лучшая операторская работа                                  | • Роман Васьянов за фильм «Стиляги» | |                      |
| Лучшая работа художника-постановщика                        | ★ Владимир Светозаров, Сергей Якутович, Марина Николаева за фильм «Тарас Бульба» | ★ Владимир Светозаров, Сергей Якутович, Марина Николаева за фильм «Тарас Бульба»                                                                                       |                      |
| Лучшая работа художника-постановщика                        | • Александр Борисов, Сергей Иванов за фильм «Анна Каренина» | |                      |
| Лучшая работа художника-постановщика                        | • Сергей Иванов за фильм «Царь» | |                      |
| Лучшая работа художника по костюмам                         | ★ Екатерина Шапкайц за фильм «Тарас Бульба» | ★ Екатерина Шапкайц за фильм «Тарас Бульба» |                      |
| Лучшая работа художника по костюмам                         | • Наталья Дзюбенко за фильм «Анна Каренина» | |                      |
| Лучшая работа художника по костюмам                         | • Наталья Дзюбенко, Екатерина Дыминская за фильм «Царь» | |                      |
| Лучшая музыка к фильму                                      | ★ Юрий Потеенко за музыку к фильму «Обитаемый остров» | ★ Юрий Потеенко за музыку к фильму «Обитаемый остров» |                      |
| Лучшая музыка к фильму                                      | • Алексей Рыбников за музыку к фильму «Поп» | |                      |
| Лучшая музыка к фильму                                      | • Алексей Шелыгин за музыку к фильму «Петя по дороге в Царствие Небесное» | |                      |
| Лучший монтаж фильма                                        | ★ Игорь Литонинский за фильм «Обитаемый остров» | ★ Игорь Литонинский за фильм «Обитаемый остров» |                      |
| Лучший монтаж фильма                                        | • Альбина Антипенко за фильм «Царь» | |                      |
| Лучший монтаж фильма                                        | • Татьяна Кузьмичева за фильм «Морфий» | |                      |
| Лучшая работа звукорежиссёра                                | ★ Сергей Чупров за фильм «Стиляги» | ★ Сергей Чупров за фильм «Стиляги» |                      |
| Лучшая работа звукорежиссёра                                | • Наталия Аванесова за фильм «Тарас Бульба» | |                      |
| Лучшая работа звукорежиссёра                                | • Кирилл Василенко за фильм «Обитаемый остров» | |                      |
| Лучший зарубежный фильм в российском прокате                | ★ «Миллионер из трущоб» (Slumdog Millionaire) · режиссёр: Дэнни Бойл · США Великобритания                                                                                                | ★ «Миллионер из трущоб» (Slumdog Millionaire) · режиссёр: Дэнни Бойл · США Великобритания                                                                              |                      |
| Лучший зарубежный фильм в российском прокате                | • «Бесславные ублюдки» (Inglourious Basterds) · режиссёр: Квентин Тарантино · США Германия                                                                                               | |                      |
| Лучший зарубежный фильм в российском прокате                | • «Вики Кристина Барселона» (Vicky Cristina Barcelona) · режиссёры: Вуди Аллен · Испания США                                                                                             | |                      |
| Специальные премии «Золотой орёл»                           | | ★ актриса Анук Эме За выдающийся вклад в мировой кинематограф |                      |
| Специальные премии «Золотой орёл»                           | ★ актёр Олег Янковский За выдающийся вклад в российский кинематограф (посмертно) | |                      |
| Специальные премии «Золотой орёл»                           | ★ актёр Олег Стриженов За вклад в киноисткусство | |                      |

## Комментарии
1. ↑  Под «отечественным фильмом» понимается фильм, удовлетворяющий требованиям федерального закона от 22.08.1996 № 123-ФЗ «О государственной поддержке кинематографии Российской Федерации» и «Положению о национальном фильме» Министерства культуры Российской Федерации[1].